# Warsonofiusz (Doroszkiewicz)
Warsonofiusz (světským jménem: Bazyli Doroszkiewicz; * 2. června 1956, Bielsk Podlaski) je polský duchovní Polské pravoslavné církve, biskup siemiatycký a vikář varšavsko-bílské eparchie.

## Život
Narodil se 2. června 1956 ve městě Bielsk Podlaski v rodině kněze.
Roku 1976 dokončil Varšavský pravoslavný duchovní seminář. Absolvoval také studium Vyššího semináře v Jabłeczné a na Křesťanské teologické akademii ve Varšavě. Dne 8. října 1980 byl postřižen na rjasofora a následující den byl biskupem lublinským Szymonem (Romańczukem) rukopoložen na jerodiákona.
V letech 1982–1989 studoval na Pravoslavném teologickém semináři svatého Vladimíra ve Spojených státech amerických. Pravoslavném teologickém ústavu svatého Sergeje v Paříži a také v Řecku, kde pobýval na hoře Athos. Dne 14. září 1983 byl metropolitou washingtonským a celé Ameriky a Kanady Theodosiem rukopoložen na jeromonacha.
Roku 1989 byl jmenován představeným Jableczenského monastýru. Dne 18. prosince 1990 byl postřižen do malé schimy se jménem Warsonofiusz na počest svatého Barsanufia Velikého. Od roku 1992 byl pomocníkem představeného chrámu svaté Marie Magdaleny ve Varšavě. Roku 1995 byl povýšen na igumena.
Od roku 1998 byl prorektorem a přednášejícím na Varšavském duchovním semináři. Dne 18. března 2004 byl povýšen na archimandritu a následující rok jmenován představeným monastýru svatého Demetria Soluňského v obci Saki. Od roku 2007 přednášel na Bělostocké univerzitě.
Dne 27. srpna 2017 jej Svatý synod zvolil biskupem siemiatyckým a vikářem varšavsko-bílské eparchie. Biskupská chirotonie proběhla 8. října 2017 v chrámu svatých Petra a Pavla v Siemiatycze. Hlavním světitelem byl metropolita varšavský a celého Polska Sáva.